# Michael Hoffmann (Koch)
Michael Hoffmann (* 30. Oktober 1967 in Dillenburg) ist ein deutscher Koch und Gärtner.

## Leben und Werk
1992 wurde er Souschef im Wald- & Schlosshotel Friedrichsruhe bei Lothar Eiermann in Öhringen. Danach kochte er bei Eckart Witzigmann  und Josef Viehhauser.
2000 wurde er Küchenchef des Sternerestaurants Margaux in Berlin, 2003 wurde er dort Inhaber. Hoffmann hat die Spitzengastronomie mit seiner Gemüseküche erneuert. „Vegetarisch ist zu sehr zu einem Kampfbegriff geworden. Deshalb spreche ich von Gemüseküche.“ Er bot Gemüsemenüs mit bis zu acht Gängen an. Zum Würzen seiner Gerichte verwendet er überwiegend Kräuter statt Gewürzen. Die Erzeuger der meisten seiner Produkte hat er persönlich vor Ort geprüft.
Er verzichtet aus ethischen Gründen unter anderem auf die Verarbeitung von Foie gras (Stopfleber) und Thunfisch sowie auf Fische, die Laichzeit haben.
2010 wurde er von der Redaktion der Fachzeitschrift Der Feinschmecker als Koch des Jahres ausgezeichnet.
Der Gastronomiekritiker Wolfram Siebeck bezeichnete 2010 Hoffmanns Restaurant als „Berlins avantgardistischste Küche“. Hoffmann lebt in Berlin.
Sein Gemüse baut er seit März 2010 selbst in seinem eigenen Garten im Berliner Umland an. 2012 waren es rund 140 Gemüse- und Kräutersorten.
Im Februar 2014 schloss Hoffmann sein Restaurant Margaux Berlin.  Er beschrieb seinen Ausstieg aus der Spitzengastronomie als eine Befreiung. Beim Guide Michelin habe er eine „gewisse Ignoranz“ verspürt. „Wenn die Tester da waren, wir kennen sie ja, zeigte sich: Die Gemüseküche essen sie nicht.“
Nach dem Tod des Öko-Bäckers Peter Klann kaufte er im Frühjahr 2014 dessen Bäckerei SoLuna in Berlin-Kreuzberg, die nun zusätzlich eingelegtes Gemüse aus seinem Garten anbietet. Im Juli 2014 übernahm er die Kantine in der Markthalle Neun in Kreuzberg, einer ehemaligen Eisenbahnmarkthalle, mit einer „gemüselastigen, ehrlichen, im besten Sinne gutbürgerlichen Küche“, bei der ein Tellergericht nicht mehr als 12 Euro kostete.
2015 verließ er die Kantine Neun und arbeitet seitdem als Berater in der Gastronomie. Er ist Corporate Executive Chef bei Hapag-Lloyd Cruises, für deren Kreuzfahrtschiffe er neue kulinarische Konzepte entwickelt und etabliert.

## Publikationen
- Kräuter. Tre Torri Verlag, Wiesbaden 2007, ISBN 3-937963-60-X.
- Trust in Taste – Kochbuch für Blinde und Sehende. 2 Bände mit Audio-CD, Justina Verlag, 2011, ISBN 978-3981260243.
- Michael Hoffmann: Kräuter – Ein kulinarisches Update. In: Journal Culinaire – Wissenschaft und Kultur des Essens, Mai 2011, Nr. 12, Münster, Edition Wurzer & Vilgis, S. 10–15, (PDF; 123 kB).

## Auszeichnungen (Auswahl)
- 2000–2013: Stern im Guide Michelin (Guide Rouge)
- 2010–2013: 18 Punkte mit Drei Hauben im Gault-Millau
- 2010: Koch des Jahres – Fachzeitschrift Der Feinschmecker
- 2001 & 2002: Berliner Meisterkoch – Hauptstadt-Marketing
- 2001: Restaurant des Jahres – Bertelsmann

## Mitgliedschaft
- Slow Food und Aufnahme in die Arche des Geschmacks [18]

## Filme
- Die Last der Sterne. Spitzenköche zwischen Genie und Pleite. Dokumentarfilm, Deutschland, 2015, 22 Min., Buch und Regie: Ralph Quinke, Produktion: Spiegel TV, Erstsendung: 10. Juni 2015 bei Sat.1, Inhaltsangabe (Memento vom 17. Juni 2015 im Webarchiv archive.today) im SRF, online-Video von Spiegel TV.

- Hoffmanns fabelhafte Welt der Gemüse. Kochsendungen, Deutschland, 2013/14, Reihe in zehn Teilen à 27 Min., Buch und Regie: Claudia Müller, Produktion: Phlox Films, arte, Erstsendung: ab 3. November 2013 bei arte, Inhaltsangabe und Bratkartoffel-Rezept, (Memento vom 1. November 2013 im Internet Archive), jeweils mit Elke Heidenreich, Helge Timmerberg, Patrik Baboumian, Doris Dörrie, Popette Betancor, Dieter Kosslick, Amelie Fried, Hannes Jaenicke, Wolfgang Niedecken und Hélène Grimaud.[19]

- Michael Hoffmann, Sterne-Koch und Gärtner. Gespräch mit Video-Einspielungen, Deutschland, 2013, 40:25 Min., Moderation: Hajo Schumacher, Regie: Jochen Ketzel, Produktion: Deutsche Welle, Reihe: Typisch deutsch – Leben in Deutschland, Erstsendung: 21. Juli 2013 bei DW, Inhaltsangabe und online-Video von DW.

- Die neuen Vegetarier. Dokumentarfilm, Deutschland, 2012, 43:30 Min., Buch und Regie: Michael Richter, Produktion: Heidefilm, NDR, arte, Erstsendung: 19. August 2013 bei arte, Inhaltsangabe von arte, (Memento vom 29. März 2012 im Internet Archive).